# Venturi

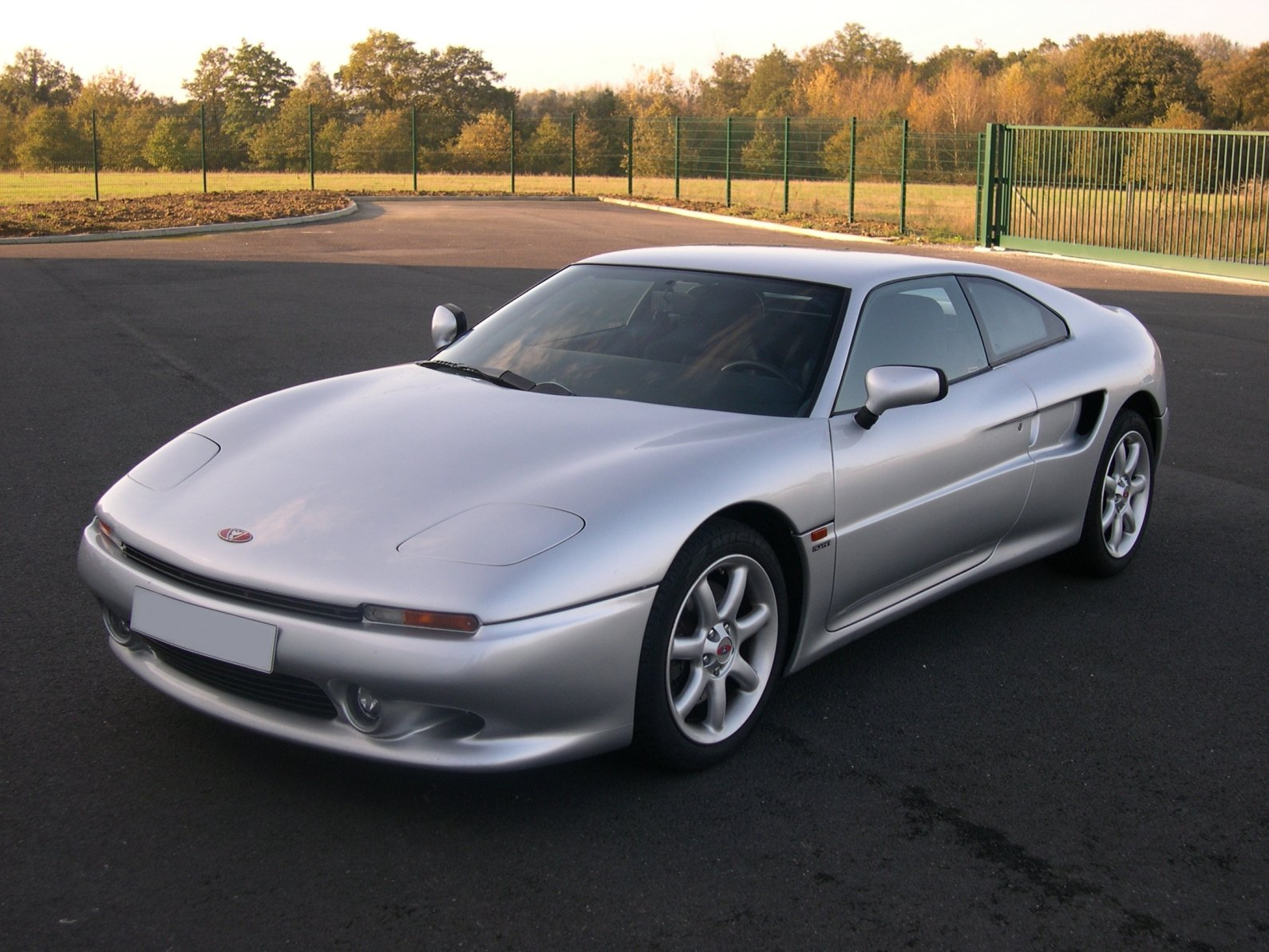
Venturi 300 Atlantique

Venturi Automobiles är en fransk tillverkare av sportbilar som ursprungligen hette MVS, Manufacture de Voitures de Sport. Venturi 400 GTR var en tävlingsbil som bland annat användes i Le Mans 24-timmars.  Venturi byggde även chassier åt formel 1-stallet Larrousse som de körde med säsongen 1992.    
Företaget gick i konkurs och år 2001 köpte Gildo Pallanca Pastor företaget för att starta produktion av elbilar. Första modellen var Venturi Fétish. Fétish har en effekt på 180 kW och ska klara 250 km på en laddning.   
De tävlar sedan premiärsäsongen 2014–15 i Formel E.